# قلعة الوجية (ملحان)

تعديل مصدري - تعديل

قلعة الوجية هي إحدى قرى عزلة بدح بمديرية ملحان التابعة لمحافظة المحويت، بلغ تعداد سكانها 785 نسمة حسب تعداد اليمن لعام 2004.